# Ervum micranthum
Ervum micranthum là một loài thực vật có hoa trong họ Đậu. Loài này được (Lowe) Alef. mô tả khoa học đầu tiên năm 1859.